# Al Hubbard
Captain Alfred Matthew Hubbard (* 24. Juli 1901 in Kentucky; † 31. August 1982 in Casa Grande, Arizona) war ein früher Fürsprecher des LSD als Stimulans zur Steigerung der Kreativität, bei der Problemfindung und zur Veränderung des gesellschaftlichen Bewusstseins. Als die Substanz noch legal war, soll er bis zu 6000 Personen aus Wirtschaft, Kunst, Wissenschaft und Technik mit LSD bekannt gemacht haben, darunter die Schriftsteller Aldous Huxley und Gerald Heard sowie den Begründer der Anonymen Alkoholiker Bill Wilson. Das brachte ihm die Beinamen „Johnny Appleseed des LSD“ und „Captain Trips“ ein. Als tiefgläubiger Katholik und Konservativer lehnte er jedoch die Herangehensweise von Timothy Leary sowie den hedonistischen Lebensstil der Hippies ab.

## Leben
Alfred Matthew Hubbard kam in ärmlichen Hillbilly-Verhältnissen in Kentucky zur Welt; angeblich schaffte er maximal die dritte Klasse und erhielt sein erstes Paar Schuhe erst mit zwölf Jahren. Während der Prohibition verdingte er sich in Seattle als Taxifahrer sowie Alkoholschmuggler, was ihm 18 Monate Gefängnis einbrachte.
Ungesicherten Angaben zufolge soll er als Agent des Kriegsgeheimdienstes OSS für Großbritannien bestimmte Waffen via San Diego, USA, nach Kanada geschmuggelt haben.
Danach zog er nach Vancouver, wurde kanadischer Staatsbürger und gründete die Charterboot-Firma Marine Manufacturing, was ihn zum Millionär machte. Bald darauf wurde er wissenschaftlicher Direktor des Bergbau-Unternehmens Uranium Corporation of Vancouver. In dieser Position soll er das Manhattan-Projekt mit dem notwendigen Uran versorgt haben. Mit 50 Jahren war Al Hubbard Millionär, besaß eine Flugzeugflotte, eine Dreißig-Meter-Jacht, einen Rolls-Royce sowie Dayman Island, eine Privatinsel vor der Küste von British Columbia.
Im Jahr 1951 las Captain Al Hubbard, der stets in paramilitärischer Uniform, mit Bürstenhaarschnitt und 45er Colt-Revolver herumlief, im Hibberd Journal erstmals über LSD. Als Mystiker und konservativer Katholik, der an die Existenz von Engeln glaubte, erweckte die Substanz sofort sein Interesse. Mit knapp 50 Jahren bekam Hubbard durch den britischen Psychiater Ronald A. Sandison seine erste LSD-Erfahrung. In einer Vision sah er die Entstehung allen Lebens und seine eigene Zeugung: „Ich sah mich als winziges Etwas mit einem Funken Intelligenz in einem großen Sumpf. Ich sah, wie meine Eltern Geschlechtsverkehr hatten.“
Al Hubbard erkannte das Potenzial der Substanz und erwarb daraufhin dank seiner Kontakte und mit seinem Privatvermögen in der Schweiz ein Gramm Sandoz-LSD (Markenname „Delysid“) und in der Tschechoslowakei ein weiteres Gramm Spofa-LSD (Markenname „Lysergamid“). Die Gesamtmenge entspricht rund 20.000 Anwendungen („Trips“) à 100 Mikrogramm.
Mit diesem Bestand wollte Al Hubbard das Bewusstsein der Eliten und dadurch schrittweise die Gesellschaft verändern. Bald nach seiner psychedelischen „Erleuchtung“ kontaktierte er den Psychiater Humphry Osmond, Erfinder des Terminus „psychedelic“, und vereinbarte eine Zusammenarbeit. Mittels eines chemisch ausgelösten Damaskuserlebnisses wollte man zuallererst behandlungsresistente Alkoholiker behandeln.
Schrittweise nahm Hubbard Kontakt zu weiteren Vertretern der psychedelischen Forschung auf, darunter Abram Hoffer, Gordon Wasson, Oscar Janiger, Sidney Cohen und Betty Eisner, und ließ sie an seinen Behandlungserfahrungen und an seinen privaten LSD-Vorräten teilhaben. Im Jahr 1955 machte er den Schriftsteller Aldous Huxley mit LSD und der „Hubbard-Methode“ vertraut. Außerdem gründete er die Commission for the Study of Creative Imagination, in deren Vorstand er Osmond, Huxley und den Philosophen Gerald Heard berief.
Zwischen 1951 und 1966, dem Jahr des ersten LSD-Verbots, soll Hubbard schätzungsweise 6000 Menschen mit dem Psychedelikum bekannt gemacht haben.

## Bedeutung

### Hubbard-Raum
Lange bevor Timothy Leary das Konzept von Set und Setting prägte, hatte Al Hubbard bereits aus eigener Erfahrung heraus den sogenannten „Hubbard Room“ bzw. die „Hubbard-Methode“ konzipiert. Die „Hubbard-Methode“ verlangt ein Behandlungszimmer, das eher wie ein gemütliches Zuhause anmutet als ein steriler Klinikraum. Anstelle weißer Wände und blendender Neonlampen gibt es Bilder, Teppiche, Kerzen, ethnologische Volkskunst und ausgesuchte Musik. Die Wohlfühlatmosphäre soll die LSD-Erfahrung in positive Bahnen lenken.

### Hollywood
Zu Hubbards Netzwerk gehörten auch Therapeuten aus dem Raum Los Angeles, die sich u. a. mit der Behandlung von Hollywood-Stars und -Sternchen befassten. Die Los-Angeles-Gruppe um Sidney Cohen, Betty Eisner und Oscar Janiger befürwortete die sogenannte Psycholyse. Beim psycholytischen, also „geistlockernden“, Modell werden niedrige Dosen von LSD oder Psilocybin (25 bis 150 μg) verabreicht, um Verdrängungen zu lösen. Der Psychiater Oscar Janiger, der Künstler wie Anaïs Nin, Jack Nicholson und James Coburn mit LSD behandelte, sagte über Hubbard und dessen LSD-Lieferungen: "We waited for him like a little old lady for the Sears-Roebuck catalog." („Wir haben auf ihn gewartet wie die kleine alte Frau auf den Sears-Roebuck-Katalog.“)
Besonders bekannt geworden ist der Fall Cary Grant, der im Psychiatric Institute of Beverly Hills von Mortimer A. Hartman mit LSD behandelt wurde und als erste Hollywoodgröße damit an die Öffentlichkeit ging.

### Silicon Valley
Al Hubbards Beziehungen reichten auch in ein kommerzielles und innovatives Umfeld der Stanford University hinein, das seit 1971 als Silicon Valley bekannt ist. Hubbard verhalf beispielsweise dem Elektroingenieur Myron Stolaroff, stellvertretender Leiter der Abteilung für strategische Planung bei Ampex, zu seinem ersten LSD-Erlebnis. Ampex war einer der ersten Technologiekonzerne und in der Entwicklung von Magnetbändern für Tonaufnahmen, Bildübertragung und zur Datenspeicherung führend. Stolaroff war auf Empfehlung von Gerald Heard zu Al Hubbard gekommen. Sechsundsechzig Mikrogramm hinterließen einen euphorischen Eindruck bei Stolaroff, der daraufhin versuchte, einigen Kollegen und Freunden bei Ampex das LSD nahezubringen.
Zusammen mit Al Hubbard veranstaltete Stolaroff Gruppentreffen, bei denen LSD als Mittel zur Weiterentwicklung der menschlichen Persönlichkeit und Kreativität thematisiert und angewendet wurde. Teilnehmer dieser Sitzungen war neben einigen Ampex-Ingenieuren (u. a. Don Allen) auch Willis Harman, Professor für Elektrotechnik in Stanford. Harman bot im darauffolgenden Lehrjahr den Kurs „The Human Potential“ an, den er mit einer Seminarstunde über Psychedelika abschloss. Der Harvard-Absolvent James Fadiman erfuhr von dem Stanford-Seminar und berichtete vor Ort von seiner eigenen psychedelischen Erfahrung. Über Harman kam Fadiman mit Myron Stolaroff in Kontakt.
Stolaroff hatte inzwischen bei Ampex gekündigt und zusammen mit Harman in Menlo Park die Stiftung International Foundation for Advanced Study (IFAS) gegründet. Fadiman und Don Allen arbeiteten für die Stiftung als Anleiter („Tripbegleiter“). Hubbard stand der IFAS als Berater und LSD-Lieferant zur Seite. Zu den Klienten gehörten in den kommenden sechs IFAS-Jahren rund dreihundertfünfzig Personen aus Wissenschaft, Forschung (SRI International, Hewlett-Packard) und Lehre (Stanford, Berkeley), darunter Bob Sack (US Venture Partners, Stanford University Network (SUN)), der Whole-Earth-Catalog-Herausgeber Stewart Brand und die beiden Maus-Erfinder Doug Engelbart und William English.

## Schriften
- Al Hubbard et al.: The Use of LSD-25 in the Treatment of Alcoholism and Other Psychiatric Problems. In: Quarterly Journal of Studies on Alcohol 22 (März 1961), S. 34–45.